# میدان نفتی کانتارل
میدان نفتی کانتارل بزرگترین میدان نفتی مکزیک است، که در سال ۱۹۷۷ توسط یک ماهیگیر مکزیکی بنام رودسیندو کانتارل کشف شد. اوج ظرفیت تولید نفت خام میدان کانتارل در سال ۲۰۰۳ معادل ۲٫۱ میلیون بشکه در روز بوده است.  این میدان از سال ۲۰۰۳ به بعد، دچار افت تولید حاصل از تخلیه طبیعی مخازن گردید و تا آوریل ۲۰۱۲ میزان تولید میدان کانتارل به ۴۰۸ هزار بشکه در روز رسید. میدان نفتی کانتارل از میادین تحت مالکیت شرکت پمکس می‌باشد.